# Paul Schmeling
Paul Schmeling (* 25. Juli 1938 in Windsor (Pennsylvania); † 15. Februar 2024) war ein US-amerikanischer Jazzmusiker (Piano) und Hochschullehrer.
Schmeling war – nach seinem eigenen Studium an der Hochschule, das er 1959 abschloss – ab 1961 lange Jahre Dozent am Berklee College of Music. Daneben arbeitete er mit Musikern wie Clark Terry, Rebecca Parris, George Coleman, Carol Sloane, Frank Foster, Art Farmer, Herb Pomeroy, Phil Wilson, Dick Johnson, Ernestine Anderson und Slide Hampton. Unter eigenem Namen spielte er zwei Alben für das Label North Star ein, auf denen er die Musik von Hoagy Carmichael bzw. Lieder, die mit Frank Sinatra in Verbindung stehen, interpretierte. Ferner arbeitete Schmeling in Bostons als Theatermusiker; so spielte und dirigierte er 1968 bei der Bostoner Aufführung von You’re a Good Man, Charlie Brown; er spielte auch mit der Tourneegesellschaft der Sesame Street und trat mit der Musik des Komponisten Joe Raposo auf.
Im Bereich des Jazz war Schmeling laut Tom Lord zwischen 1981 und 2005 an 12 Aufnahmesessions beteiligt, auch bei Gerry Beaudoin & Boston Jazz Ensemble und Arnie Krakowsky. Er war Mitautor der Lehrbücher Berklee Practice Method: Keyboard (2001) und Instant Keyboard (2002) sowie Autor von Berklee Music Theory: Book 1. Die Berklee Keyboard Method, einer von vier Kursen, die er bei Berkleemusic.com unterrichtete, war ein beliebtes Angebot der Hochschule und wurde 2006 von der University Continuing Education Association zum besten Online-College-Kurs Amerikas gekürt.

## Diskographische Hinweise
- Phil Wilson, Paul Schmeling: Ac-cent-tchu-ate the Positive (Phil Wilson and Paul Schmerling Celebrate the Music of Harold Arlen) (Seaside Recordings, 1995)
- Paul Schmeling: One for the Road (1995)
- Paul Schmeling: Star Dust/The Music of Hoagy Carmichael (North Star, 1996), mit John Repucci, Artie Cabral